# Jurij Gurow
Jurij Gurow, ros. Юрий Александрович Гуров (ur. 6 czerwca 1971, zm. 25 sierpnia 2012) – radziecki i rosyjski piosenkarz, pierwszy wokalista zespołu Łaskowyj Maj.
Zginął tragicznie 25 sierpnia 2012 w wypadku samochodowym niedaleko Stawropola.